# 芦川駅 (山梨県)
芦川駅（あしがわえき）は、山梨県西八代郡市川三郷町上野にある、東海旅客鉄道（JR東海）身延線の駅である。

## 歴史
1927年（昭和2年）、上野村議会は村内に駅を設置することを希望し昭和3年度から昭和7年度迄富士身延鉄道に対し毎年寄付をすることを決議した。

### 年表
- 1929年（昭和4年）2月11日：富士身延鉄道の芦川停留場（旅客駅）として開設[1][2]。
- 1938年（昭和13年）10月1日：富士身延鉄道を鉄道省（国鉄の前身）が借上げ[1][2]。同時に芦川駅に昇格[2]。
- 1941年（昭和16年）5月1日：国有化、鉄道省身延線の駅となる[1]。
- 1987年（昭和62年）4月1日：国鉄分割民営化に伴い、JR東海の駅となる[1][2]。
- 2025年（令和7年）10月1日：ICカード「TOICA」の利用が可能となる（予定）[4][5]。

## 駅構造
単式ホーム1面1線を有する地上駅。線路は南西から北東に走りホームは線路の北西側にある。
ホーム中程に1997年（平成9年）に旧木造から改築された待合所が設けられており、ここから外に出る。開業当初からの無人駅で駅舎は設置されていない。駅前に、水洗公衆トイレあり（南甲府駅管理）。

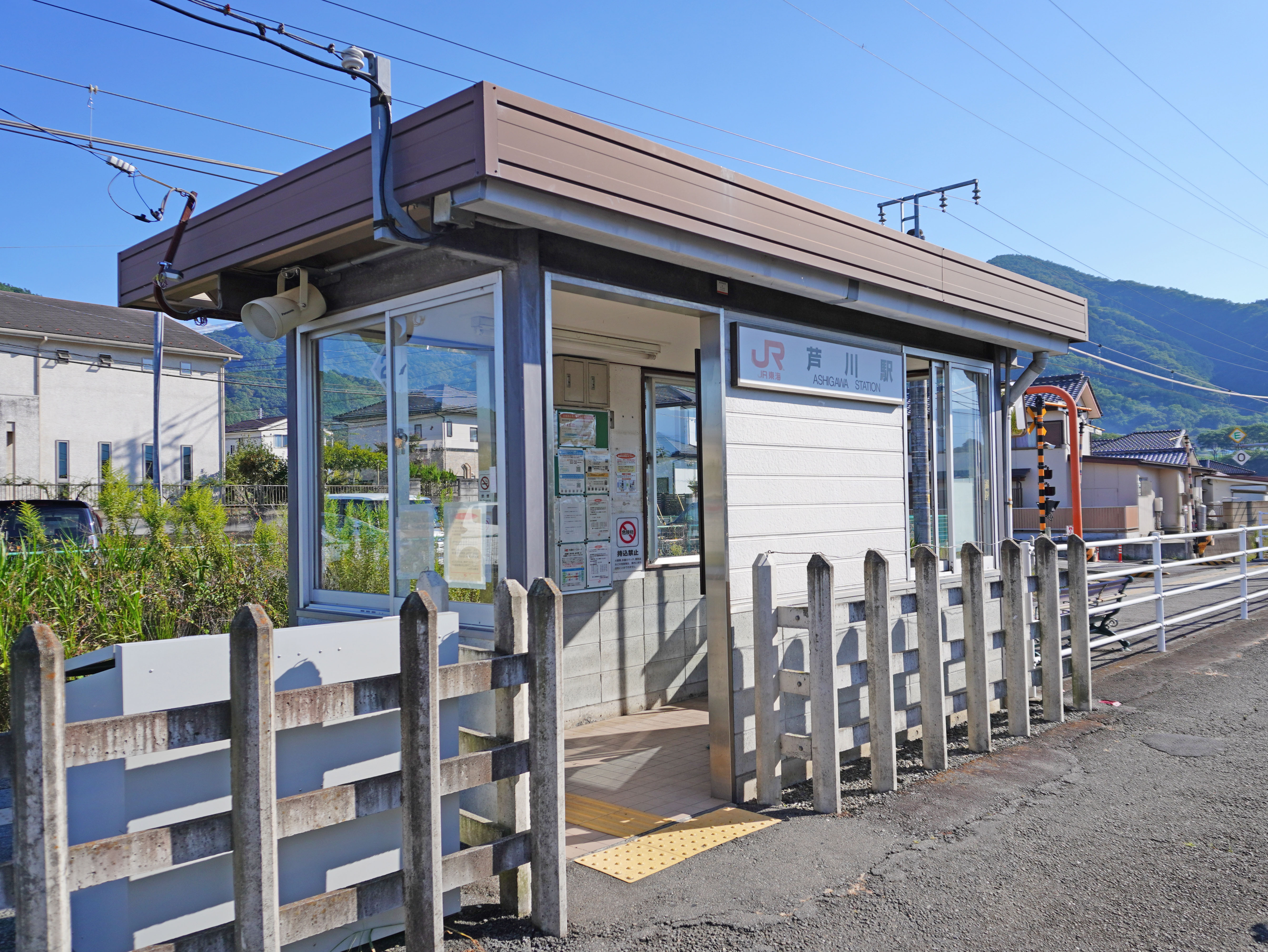
待合所外観（2022年10月）
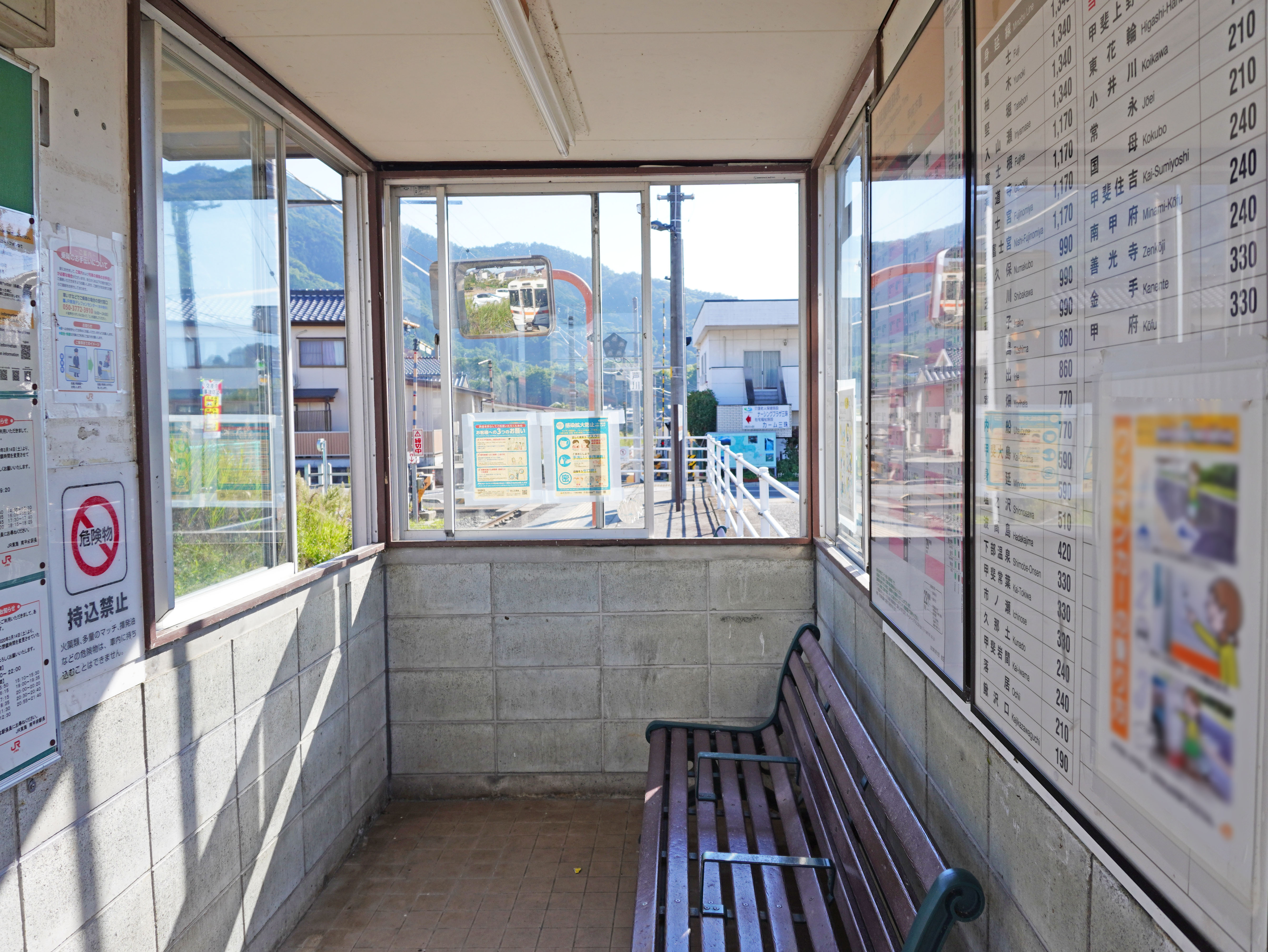
待合室（2022年10月）

## 利用状況
1日平均乗車人員は以下の通り。
| 乗車人員推移 | 乗車人員推移 |
| 年度         | 1日平均人数  |
| ------------ | ------------ |
| 2006         | 73           |
| 2007         | 70           |
| 2008         | 64           |
| 2009         | 73           |
| 2010         | 67           |
| 2011         | 60           |
| 2012         | 75           |
| 2013         | 87           |
| 2014         | 82           |
| 2015         | 92           |
| 2016         | 89           |
| 2017         | 89           |
| 2018         | 82           |

## 駅周辺

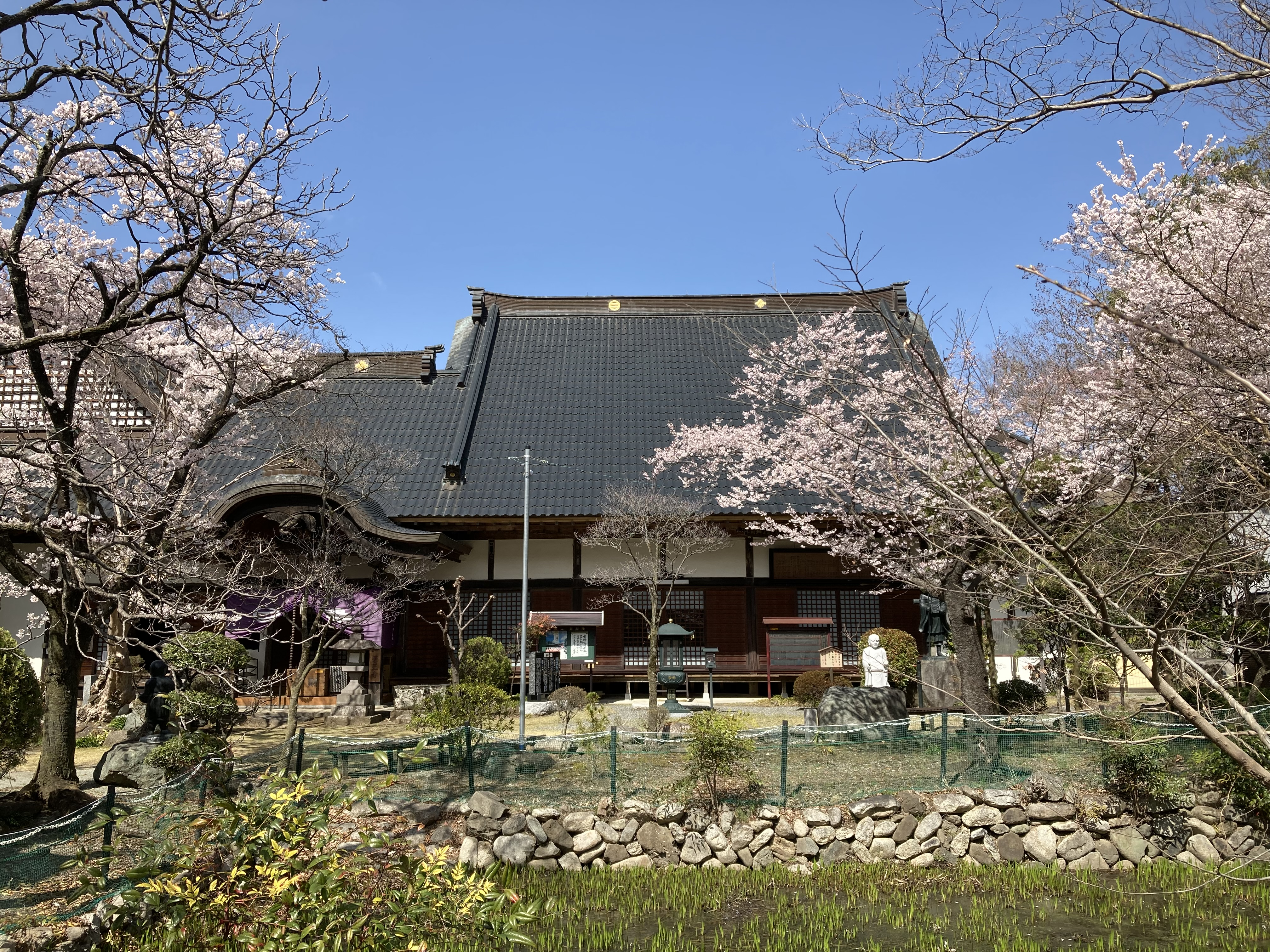
薬王寺

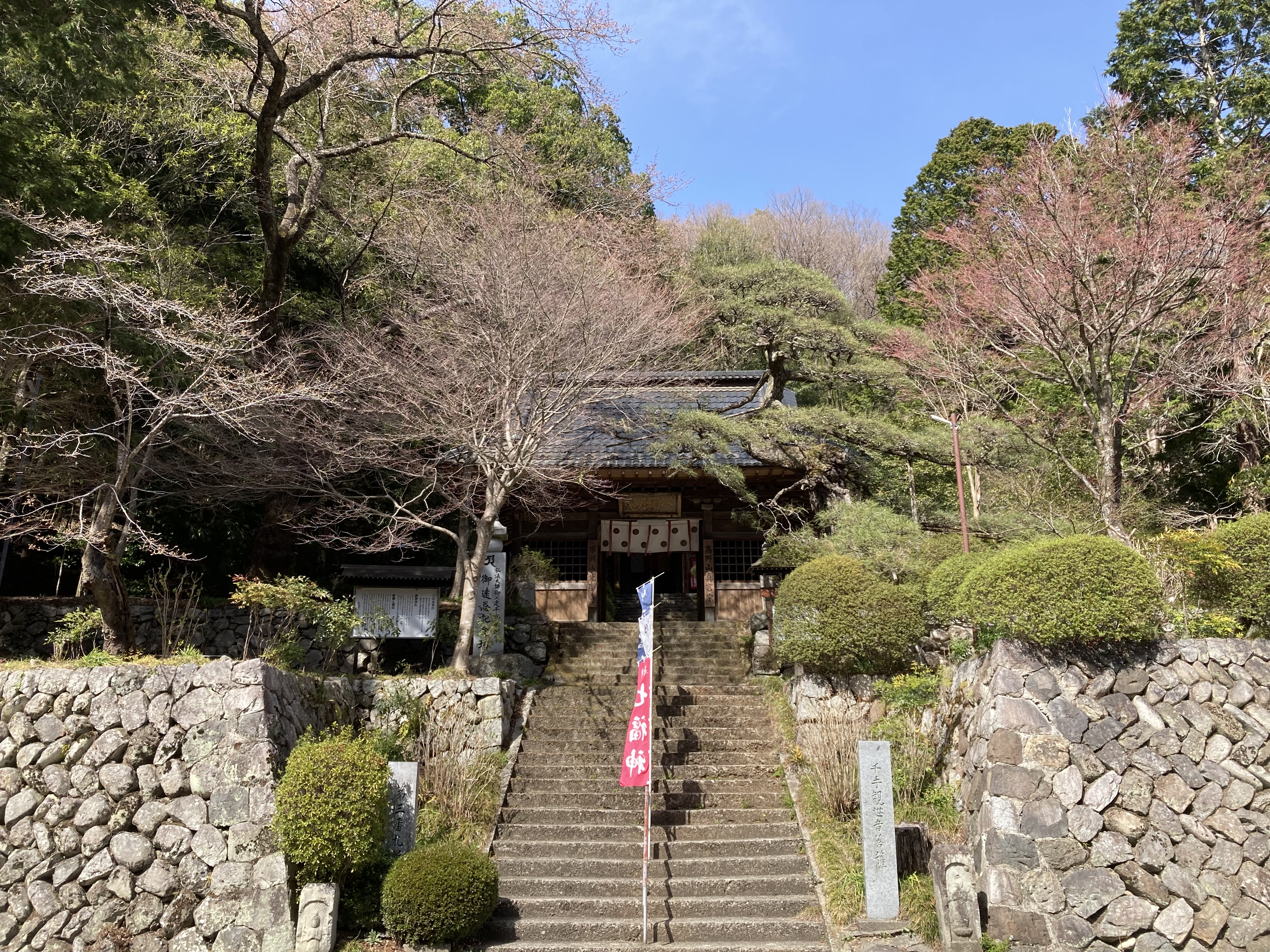
光勝寺

隣の甲斐上野駅と共に町内三珠地区中心集落上野にある。甲斐上野駅 - 当駅間は線路キロ数にして僅か1.1kmしか離れておらず、そのほぼ中間にある旧三珠町中心部にはどちらからも500m程度の距離となっている。
身延線は当駅市川本町方120m程の所で芦川を鉄橋で渡るが、当駅名はこの川に由来していると言われている。芦川は当駅の北西1キロメートルほどの所で笛吹川に注ぐが、その笛吹川もやがて富士川に合流する。
当駅から県道を300m程歩いて芦川を渡るとそこは市川市街地である。身延線も当駅を出て芦川を渡ると市川大門駅付近まで市川市街地に沿って進んでいる。
- 市川三郷町立上野小学校 - 駅の北すぐ
- 市川三郷町役場三珠庁舎（旧・三珠町役場）
- 表門神社（おもんじゅさん・市川文殊)
- 薬王寺 - 甲斐国三十三観音霊場1番札所
- 光勝寺 - 甲斐国三十三観音霊場3番札所
- 山梨県道3号甲府市川三郷線
- 山梨県道36号笛吹市川三郷線

### バス路線
当駅近くの県道36号線沿いに市川三郷町コミュニティバスの「芦川駅入口」停留所がある。
- 三珠線：下芦川農協跡地 / 市川三郷病院

## 隣の駅
東海旅客鉄道（JR東海）
CC 身延線
市川本町駅 - 芦川駅 - 甲斐上野駅